# Vladimir Djanibekov

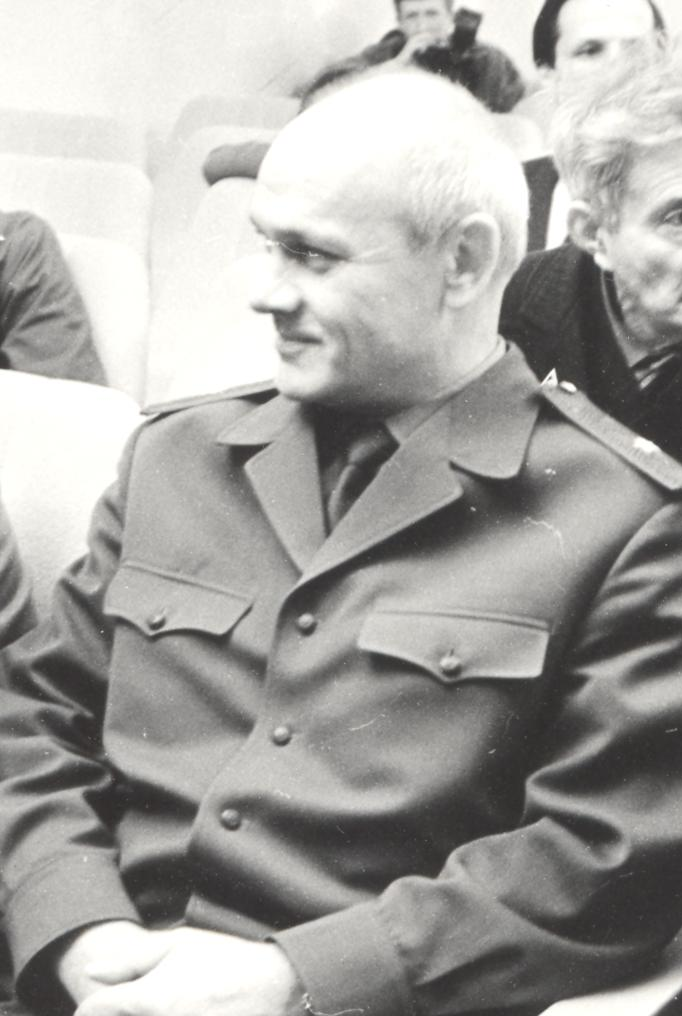
Vladimir Djanibekov

Vladimir Aleksandrovich Djanibekov (em russo: Владимир Александрович Джанибеков; nascido em 13 de Maio de 1942) é um ex-cosmonauta que realizou cinco missões espaciais.

## Biografia
Djanibekov nasceu Vladimir Aleksandrovich Krysin (em russo: Владимир Александрович Крысин) na área remota de Iscandar no que era então o distrito de Bostanlique, região do Cazaquistão do Sul, Cazaquistão, Cazaquistão, SSR (desde 1956 – região de Tashkent em 13 de maio de 1942, Uzbequistão). família mudou-se para Tashkent logo após seu nascimento.
Em 1960 ingressou na Universidade de Leningrado para estudar física, onde se envolveu com a aviação, algo pelo qual sempre se interessou. Em 1961 ele decidiu se matricular na Escola Superior de Voo Militar V. M. Komarov em Yeisk e simultaneamente estudou na Taganrog State University of Radioengineering. Quatro anos depois, ele se formou e tornou-se instrutor de voo nas Forças Aéreas Soviéticas, servindo na unidade de treinamento militar número 99735 em Taganrog em 1968–1970. Em 1970, durante a visita de Gherman Titov à unidade de treinamento baseada em Taganrog, ele foi selecionado para a equipe de cosmonautas. Este foi o mesmo ano em que se juntou ao Partido Comunista.
Djanibekov participou de cinco voos: Soyuz 27, Soyuz 39, Soyuz T-6, Soyuz T-12 e Soyuz T-13. No total ele passou 145 dias, 15 horas e 56 minutos no espaço ao longo dessas missões. Ele também realizou dois EVAs com um tempo total de 8 horas e 35 minutos.
Após deixar o programa espacial em 1986, ele se envolveu em política. e foi o vice-presidente do Soviete Supremo do Uzbequistão de 1985 a 1990.
Ele se interessou pela pintura e seus trabalhos, predominantemente sobre o espaço foram mostrados em diversas exibições e também se interessou pelo balonismo e em voar ao redor do mundo. Realizou apenas um voo, que durou apenas 30 minutos.
Djanibekov foi nomeado duas vezes Herói da União Soviética, recebeu cinco Ordens de Lenine e uma Ordem da Estrela Vermelha. Ele também foi um Herói da República Popular da Mongólia e recebeu a condecoração mongol Ordem de Sukhe-Bator. Ele também recebeu a Legião de Honra da França e é cidadão honorário em Gagarin, Kaluga (Rússia), Arkalyk (Cazaquistão) e Houston (Estados Unidos).